# Witnica
Witnica (deutsch Vietz) ist eine Stadt im Powiat Gorzowski der polnischen Woiwodschaft Lebus mit etwa 6800 Einwohnern. Sie ist Sitz der gleichnamigen Stadt-und-Land-Gemeinde mit rund 13.000 Einwohnern.

## Geographische Lage
Die Stadt liegt in der Neumark, 20 km nordöstlich von Küstrin im Warthebruch und 25 Kilometer westlich von Gorzów Wielkopolski (Landsberg an der Warthe).

## Geschichte
Das alte Fischerdorf Vietz im Landsberger Land war vermutlich eine Gründung der Templer. Es ist nach dem Flüsschen benannt, von dem es durchflossen wird, der Vietze. Im Jahre 1261 gelangte der Ort aus dem Ordensbesitz zur Mark Brandenburg. Markgraf Otto IV. schenkte anno 1300 dem Kloster Kolbatz verschiedene Ländereien als Grundlage für die Gründung des Tochterklosters Himmelstädt. Mit der Säkularisation des Klosters im Jahre 1539 wurde Vietz zum kurfürstlichen Amtsdorf.

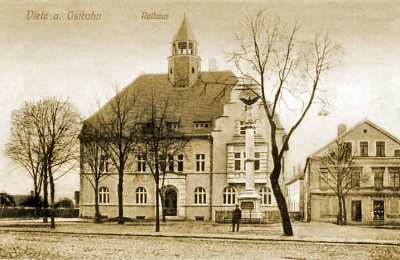
Vietzer Rathaus im 19. Jahrhundert

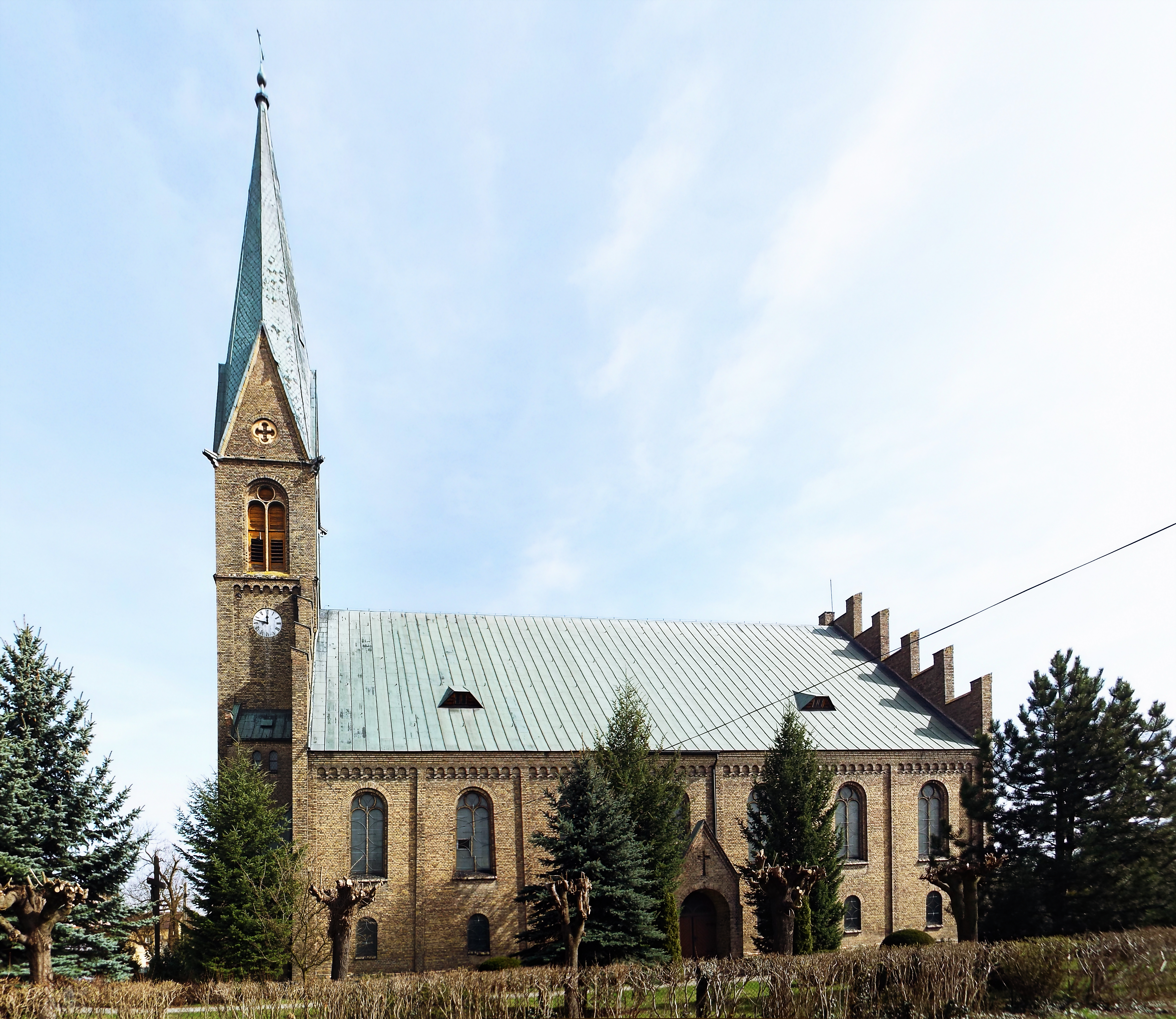
Pfarrkirche

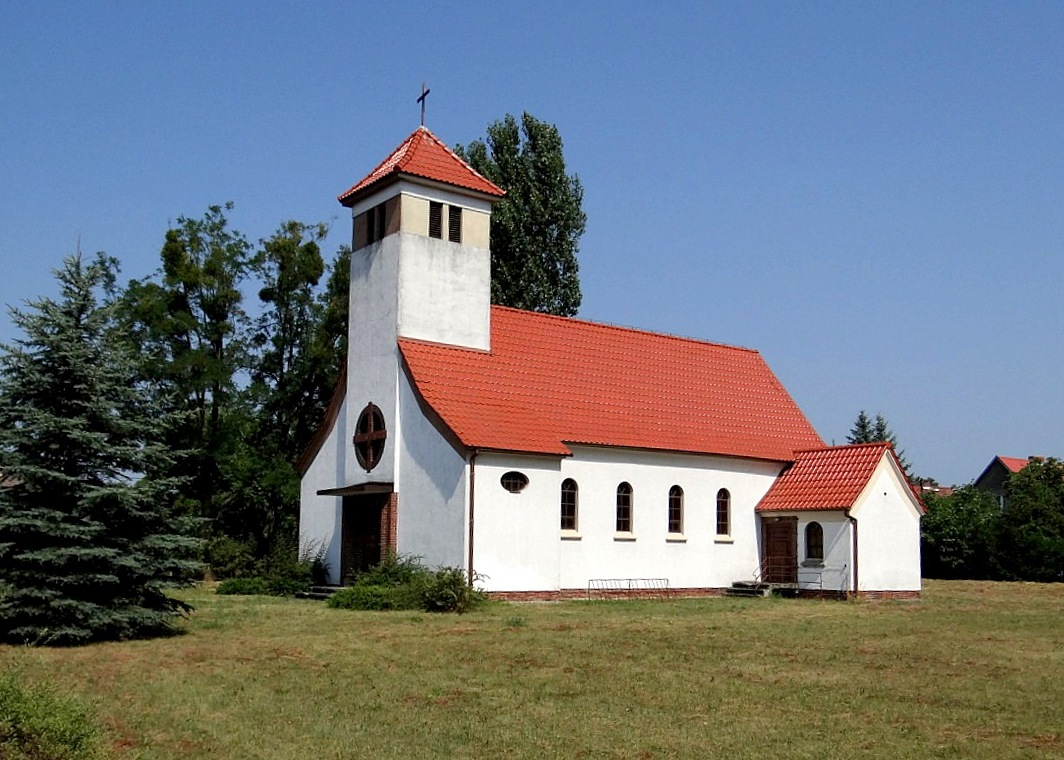
Heiligkreuzkirche

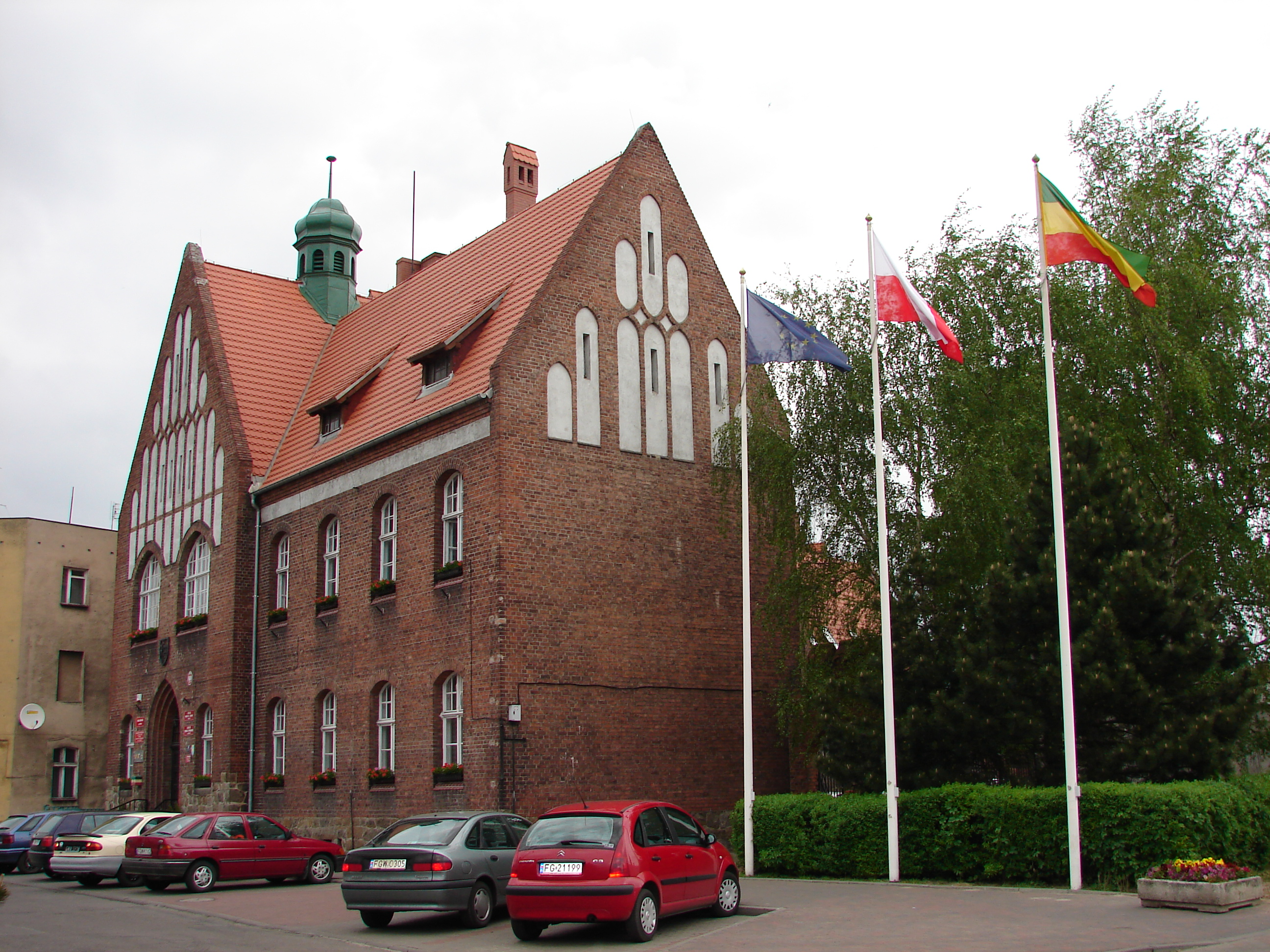
Stadt- und Gemeindeverwaltung

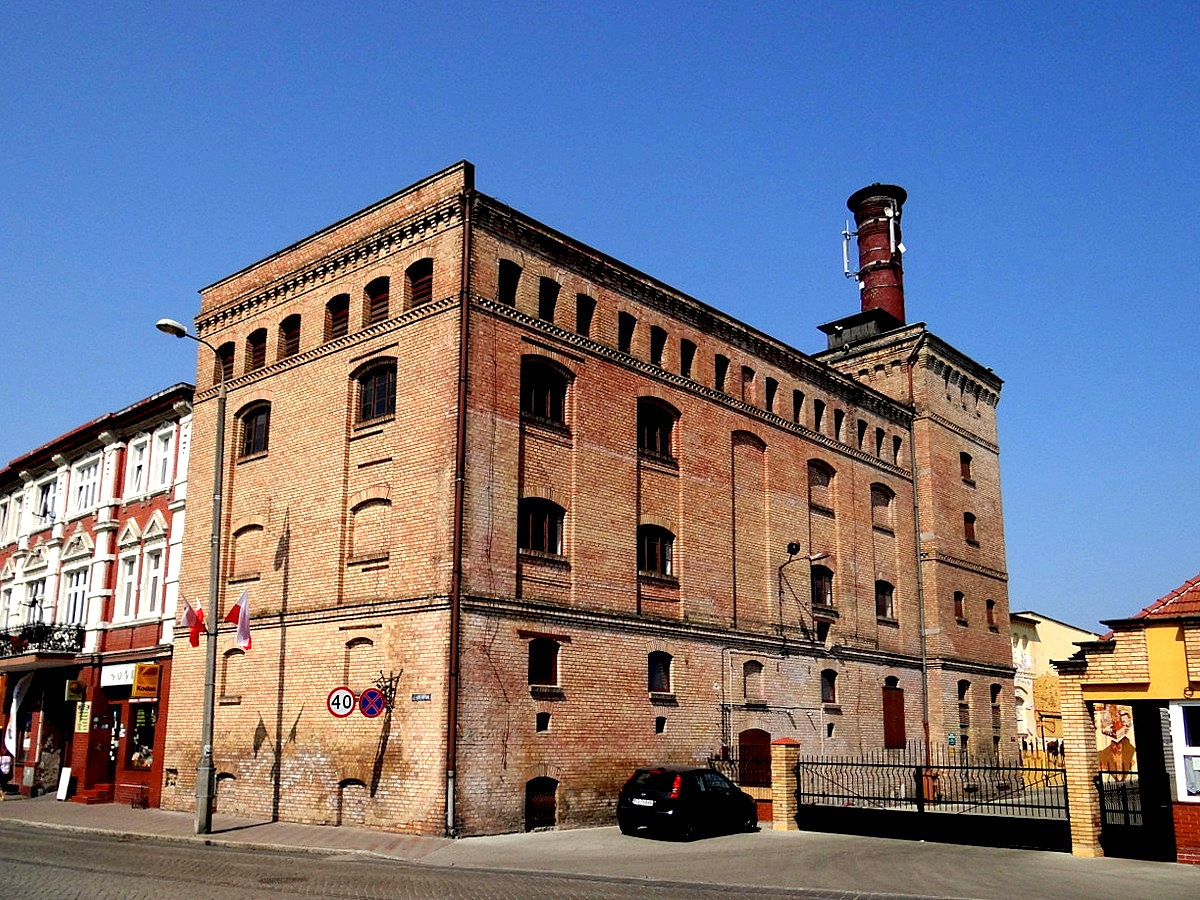
Brauerei-Gebäude

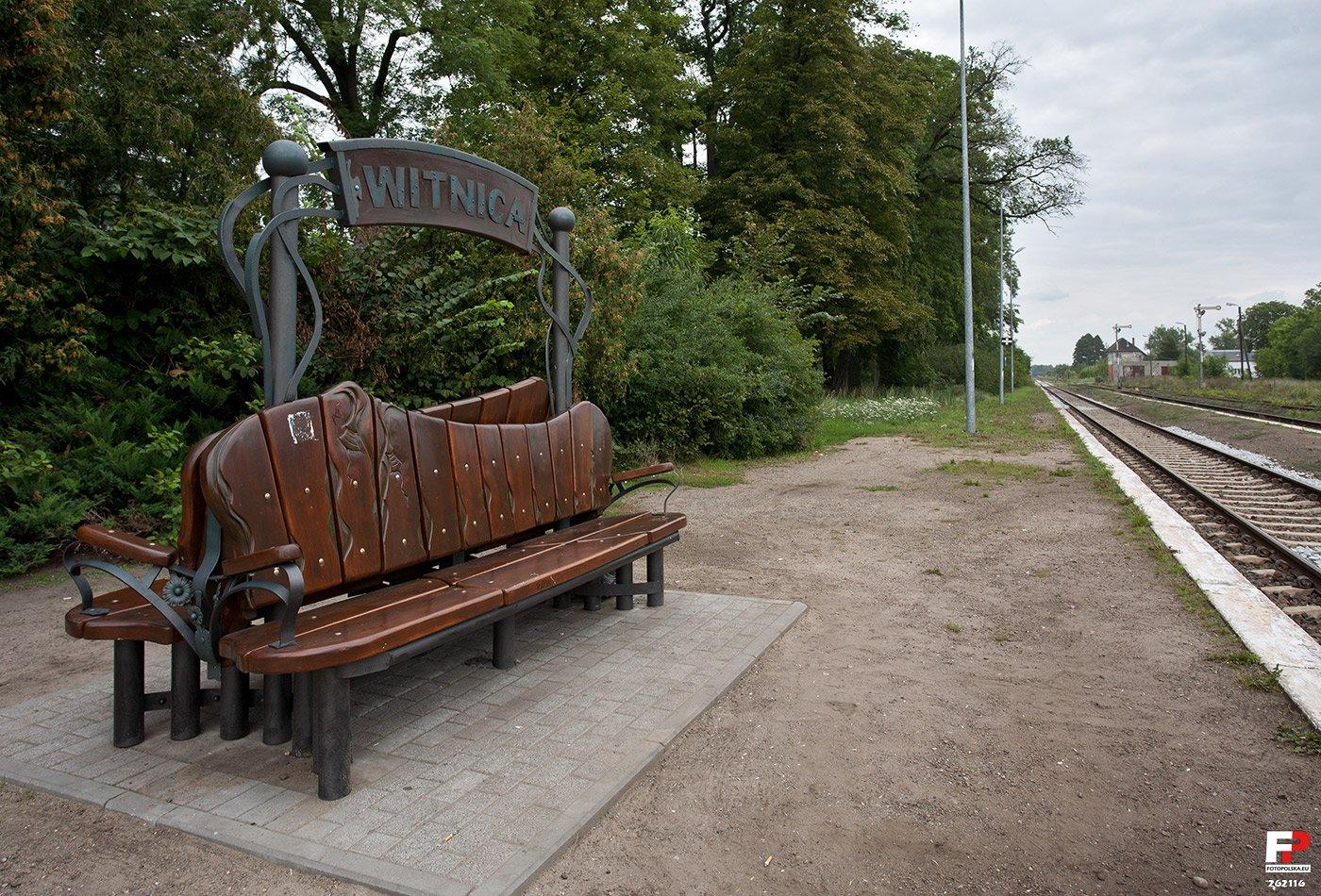
Bahnhaltestelle

In dem Dorf an der alten Handelsstraße (es war die spätere Reichsstraße 1 Aachen – Berlin – Königsberg (Preußen), deren Trasse dort die heutige Woiwodschaftsstraße DW 132 folgt) von Küstrin nach Landsberg lebten die Einwohner hauptsächlich von der Landwirtschaft und an dem Fließ zur Warthe waren einige Wassermüller ansässig. Das in der Niederung der Warthe liegende Gemeindegebiet war von regelmäßigen Überschwemmungen bedroht.
Mitte des 18. Jahrhunderts begann die Industrialisierung von Vietz. 1747 entstand eine Strumpf- und Leinenweberei. Für den Bedarf des preußischen Militärs wurde 1753 eine königliche Eisenhütte mit zwei Hochöfen errichtet, die zunächst hauptsächlich Kanonen fertigte. 1842 wurde das Hüttenwerk stillgelegt und nahm nach seinem Verkauf im Jahre 1855 als Eisengießerei und Maschinenfabrik wieder die Produktion auf.
Die Bedeutung des Ortes wuchs durch den Bau der Preußischen Ostbahn (heute Bahnstrecke Tczew–Küstrin-Kietz Grenze), die ab 1857 durch Vietz führte. Einerseits kam Arbeit durch deren Bau selbst in die Region, andererseits profitierte die Ortschaft später von diesen Verkehrsanbindungen.
Im Dorf siedelten sich zahlreiche Betriebe des Maschinenbaus, der Holzverarbeitung und der Baustoffherstellung an.
Die 1873 gegründeten Ludwig Hartmann, Dampfziegelwerke, Vietz a.d.Ostbahn, waren 1925, laut dem Vietzer Tageblatt, die größten Ziegelwerke im Regierungsbezirk Frankfurt. Vietz im Landkreis Landsberg (Warthe) war zu dieser Zeit die größte Landgemeinde der Provinz Brandenburg. Seit 1935 ist Vietz eine Stadt. 1908 wurde das Amtsgericht Vietz eröffnet.
Gegen Ende des Zweiten Weltkrieges wurde die Stadt im Frühjahr 1945 von der Roten Armee besetzt. Nach Kriegsende kam Vietz unter polnische Verwaltung und wurde in Witnica umbenannt. In der Folgezeit wurde die ortsansässige deutsche Bevölkerung vertrieben und durch Polen ersetzt, vorwiegend aus von der Sowjetunion annektierten Gebieten östlich der neuen polnisch-sowjetischen Grenze.

### Demographie
| Jahr | Einwohner | Anmerkungen                                                                                                |
| ---- | --------- | --- |
| 1804 | 0888      | in 118 Haushaltungen (Feuerstellen)                                                                        |
| 1818 | 1089      | königliches Dorf und Vorwerk, mit Schäferei und Wassermühle                                                |
| 1840 | 1646      | in 186 Wohngebäuden                                                                                        |
| 1852 | 2124      | [ 6 ] |
| 1858 | 2655      | in 253 Häusern, darunter drei Katholiken und 59 Juden,                                                     |
| 1867 | 3000      | am 3. Dezember                                                                                             |
| 1871 | 3060      | am 1. Dezember, in 308 Wohngebäuden des Marktfleckens, davon 2967 Evangelische, 15 Katholiken und 78 Juden |
| 1875 | 3281      | [ 9 ] |
| 1880 | 3956      | [ 9 ] |
| 1910 | 4313      | am 1. Dezember                                                                                             |
| 1933 | 5469      | [ 9 ] |
| 1939 | 5637      | [ 9 ] |

Anzahl Einwohner nach Ende des Zweiten Weltkriegs
| Jahr          | 2004 | 2016 |
| Einwohnerzahl | 6858 | 6822 |

## Gemeinde
Die Stadt-und-Land-Gemeinde (gmina miejsko-wiejska) Witnica umfasst ein Territorium von 278 km² auf denen 12.570 Einwohner leben. Dazu gehören neben der Stadt selbst 17 Dörfer mit Schulzenämtern.

## Kultur
In der Gemeinde befindet sich der so genannte Wegweiser-Park. Mit den Exponaten aus Technik, Natur und Politik soll der gemeinsamen Geschichte der Polen und Deutschen gedacht werden. Er erinnert daran, dass übersteigerter Nationalstolz auf das eigene Volk Ursache vielen Übels zwischen den Völkern sei. Der Sammler und eigentliche Schöpfer des Parks, Zbigniew Czarnuch, wurde für sein unspektakuläres, beharrliches Wirken für die polnisch-deutsche Verständigung vom Deutschen Kulturforum östliches Europa im Oktober 2009 in Berlin mit dem Georg Dehio-Kulturpreis ausgezeichnet.

## Sehenswürdigkeiten
- Kirche Unserer Lieben Frau von der ewigen Hilfe, erbaut 1875 im neuromanischen Stil für die protestantische Gemeinde, seit 1945 katholisch
- Heiligkreuzkirche, erbaut 1930
- Lubuskie Muzeum Browarnictwa, Brauereimuseum[13]
- Goldener Palast (Fabrikantenvilla)
- privates Militärmuseum

## Wirtschaft und Infrastruktur
Zu den ansässigen Unternehmen gehören die Gießerei ZPH Metalkolor, die Brauerei Browar Witnica und die Hygienepapierfabrik Lamix.
Witnica ist über eine Woiwodschaftsstraße und über eine Bahnstrecke mit Kostrzyn nad Odrą und mit Gorzów Wielkopolski verbunden. Seit 2016 besteht ein Zugpaar am Tag nach Berlin.

## Söhne und Töchter der Stadt
- Georg Heinrich von Priem (1794–1870), preußischer Generalmajor
- Adolf Gutmann (1876–1960), deutscher Augenarzt
- Johannes Schüler (1894–1966), deutscher Dirigent